# Helotiaceae
Helotiaceae is een grote familie van de Leotiomycetes, behorend tot de orde van Helotiales. Het typegeslacht is Helotium.

## Taxonomie
De familie Helotiaceae bestaat volgende geslachten:
Bisporella —
Bryoscyphus —
?Calloriopsis —
Calyptellopsis — 
Carneopezizella —
Cenangium —
Cenangiumella —
Chlorociboria —
Claussenomyces —
Cyathicula —
Encoeliopsis —
Grimmicola —
Grovesia —
Heterosphaeria —
Hispidula —
Hymenoscyphus —
Kukwaea —
Mniaecia —
Mytilodiscus —
?Pachydisca —
Parencoelia —
Parorbiliopsis —
Patinellaria —
Pestalopezia —
Phaeohelotium —
?Physmatomyces —
Poculopsis —
Polydiscidium —
Pragmopora —
Pseudohelotium —
Pseudoniptera —
Sageria —
Symphyosirinia —
Tatraea —
Tympanis —
Xylogramma